# Drynaria parishii
Drynaria parishii là một loài thực vật có mạch trong họ Polypodiaceae. Loài này được (Bedd.) Bedd. miêu tả khoa học đầu tiên năm 1876.